# NGC 697
NGC 674 = NGC 697 ist eine Balken-Spiralgalaxie vom Hubble-Typ SBbc im Sternbild Widder auf der Ekliptik. Sie ist schätzungsweise 143 Millionen Lichtjahre von der Milchstraße entfernt und hat einen Durchmesser von etwa 165.000 Lichtjahren. Sie ist Mitglied der zehn Galaxien umfassenden NGC 691-Gruppe (LGG 34).

Im gleichen Himmelsareal befinden sich u. a. die Galaxien NGC 694, NGC 695, IC 167, IC 1730.
Das Objekt wurde am 15. September 1784 von William Herschel (als NGC 697 aufgeführt) und am 2. Dezember 1861 vom deutsch-dänischen Astronomen Heinrich d’Arrest (als NGC 674 katalogisiert) entdeckt.